# Перішор (комуна)
Перішор (рум. Perișor) — комуна у повіті Долж в Румунії. До складу комуни входять такі села (дані про населення за 2002 рік):
- Меречинеле (301 особа)
- Перішор (1622 особи)

Комуна розташована на відстані 211 км на захід від Бухареста, 33 км на південний захід від Крайови.

## Населення
За даними перепису населення 2002 року у комуні проживали 1923 особи.
Національний склад населення комуни:
| Національність | Кількість осіб | Відсоток |
| -------------- | -------------- | -------- |
| румуни         | 1916           | 99,6%    |
| цигани         | 5              | 0,3%     |
| німці          | 1              | 0,1%     |
| турки          | 1              | 0,1%     |

Рідною мовою назвали:
| Мова      | Кількість осіб | Відсоток |
| --------- | -------------- | -------- |
| румунська | 1922           | 99,9%    |
| турецька  | 1              | 0,1%     |

Склад населення комуни за віросповіданням:
| Релігія       | Кількість осіб | Відсоток |
| ------------- | -------------- | -------- |
| православні   | 1888           | 98,2%    |
| адвентисти    | 31             | 1,6%     |
| п'ятдесятники | 1              | 0,1%     |
| мусульмани    | 1              | 0,1%     |